# Apóstolos Chrístou (natation)
Pour les articles homonymes, voir Apostolos Christou et Christou.
Apóstolos Chrístou (en grec moderne : Απόστολος Χρήστου), né le 1er novembre 1996 à Athènes, est un nageur grec, spécialiste du dos.
Aux Championnats du monde juniors de 2013, il monte sur la plus haute marche du podium du 100 m dos avec 54 s 87. Lors des Jeux olympiques de la jeunesse de 2014, il obtient la médaille d'argent du 50 m dos.
Il remporte une médaille de bronze, ex æquo, du 100 m dos lors des Championnats d'Europe de natation 2016, puis réitère cette performance sur la même épreuve lors des Championnats d'Europe de natation 2018.
En mai 2021, il finit à nouveau troisième des Championnats d'Europe de natation 2020 sur le 100 m dos avec 52 s 97, performance réitérée lors des Championnats d'Europe en petit bassin à Kazan en novembre de la même année. Lors des Championnats d'Europe de natation 2022, il monte sur la plus haute marche du podium du 50 m dos avec 24 s 36 et décroche l'argent sur le 100 m dos avec 52 s 24.
En juin 2024, à l'occasion des Championnats d'Europe de natation à Belgrade, il décroche deux médailles d'or sur le 50 m et le 100 m dos, ainsi qu'une médaille de bronze sur le relais 4 × 100 m nage libre avec ses compatriotes Stérgios-Mários Bílas, Kristián Goloméev et Andréas Vazaíos. Le 1er août 2024, lors de la finale du 200 m dos des Jeux olympiques, il monte sur la deuxième marche du podium, offrant à son pays sa première médaille en natation lors des Jeux olympiques.

## Palmarès

### Jeux olympiques
- Jeux olympiques 2024 à Paris 
  -  Médaille d'argent du 200 m dos

### Jeux olympiques de la jeunesse
- Jeux olympiques de la jeunesse 2014 à Nankin 
  -  Médaille d'argent du 50 m dos

### Championnats du monde

#### Grand bassin
- Championnats du monde 2024 à Doha 
  -  Médaille de bronze du 100 m dos

#### Juniors
- Championnats du monde juniors 2013 à Dubaï 
  -  Médaille d'or du 100 m dos

### Championnats d'Europe

#### Grand bassin
- Championnats d'Europe 2016 à Londres 
  -  Médaille de bronze du 100 m dos
- Championnats d'Europe 2018 à Glasgow 
  -  Médaille de bronze du 100 m dos
- Championnats d'Europe 2020 à Budapest 
  -  Médaille de bronze du 100 m dos
- Championnats d'Europe 2022 à Rome 
  -  Médaille d'or du 50 m dos
  -  Médaille d'argent du 100 m dos
- Championnats d'Europe 2024 à Belgrade 
  -  Médaille d'or du 50 m dos
  -  Médaille d'or du 100 m dos
  -  Médaille de bronze du relais 4 x 100 m nage libre

#### Petit bassin
- Championnats d'Europe 2021 à Kazan 
  -  Médaille de bronze du 100 m dos